# La Possédée du vice (film, 1976)
Pour les articles homonymes, voir La Possédée du vice.
Série Black Emanuelle
Black Emanuelle en Afrique
(1975) Black Emanuelle en Amérique
(1976)
Pour plus de détails, voir Fiche technique et Distribution.
La Possédée du vice, également connu sous le titre Black Emanuelle en Orient (Emanuelle nera - Orient Reportage), est un film italien de Joe D'Amato, sorti en 1976.
Il s'agit du second film de la série Emanuelle nera, et le premier réalisé par Joe D'Amato. 
Le film est considéré comme étant la suite de Black Emanuelle.

## Synopsis
Mae Jordan, dite Emanuelle, est une reporter-photographe métisse voyageant à la recherche de scoop pour la revue qui l'emploie.
À Venise, elle rencontre son ami Robert avec lequel elle part à Bangkok, où celui-ci réalise des fouilles archéologiques. Emanuelle est logée par le prince Sanit, qui veut lui apprendre comment atteindre l'orgasme parfait.
Emanuelle devrait prendre en photo le roi pour son journal, mais le prince lui fait visiter la ville en la faisant assister à des combats de coqs, des bals et des massages érotiques.
Le prince est soudainement arrêté car il est soupçonné de tramer un coup d'état. Le passeport, l'argent et l'appareil photographique d'Emanuelle lui sont volés et celle-ci n'a d'autre solution que de séduire un policier pour quitter le territoire.
Emanuelle se rend à Casablanca, où là aussi Robert se consacre à ses recherches archéologiques. Elle rencontre Debora, fille d'un membre du consulat, et leur amitié se transforme rapidement en rapport lesbien.
Emanuelle doit néanmoins se rendre à Paris pour un nouveau reportage, abandonnant Robert et Debora et allant à la rencontre de nouvelles aventures…

## Fiche technique
- Titre français : Black Emanuelle en Orient ou Emanuelle en Orient ou La Possédée du vice[2]
- Titre original : Emanuelle nera - Orient Reportage
- Réalisation : Joe D'Amato
- Scénario et histoire : Maria Pia Fusco, Piero Vivarelli, Ottavio Alessi
- Directeur de la photographie : Aristide Massaccesi
- Scénographe : Franco Gaudenzi
- Montage : Vincenzo Tomassi
- Musique : Nico Fidenco
- Producteur : Oscar Santaniello
- Maison de production :
- Genre : Film pornographique - film érotique
- Pays :  Italie
- Durée : 105 minutes
- Date de sortie :
  - Italie : 7 mai 1976
  - France : 29 décembre 1976

## Distribution
- Laura Gemser : Mme Jordan (dite Emanuelle)
- Gabriele Tinti : Robert
- Ely Galleani : Frances
- Ivan Rassimov : prince Sanit
- Venantino Venantini : consul
- Giacomo Rossi Stuart : Jimmy
- Koike Mahoco : Gee
- Chris Avram : Thomas Quizet
- Debra Berger : Debora

## Production

### Tournage
Le film a été tourné en Italie (à Venise), en Thaïlande (à Bangkok) et au Maroc (à Casablanca)

### Diffusion
Le film est sorti aux États-Unis et au Royaume-Uni sous le titre Emanuelle in Bangkok,  en France comm La possédée du vice et Black Emanuelle en Orient, en Allemagne comme Black Emanuelle 2. Teil et en Espagne comme Emanuelle negra se va a Oriente.